# Вингстедт, Эмиль
Эмиль Вингстедт (швед. Emil Wingstedt; 9 мая 1975) — шведский ориентировщик, победитель чемпионатов мира и Европы по спортивному ориентированию.
На протяжении последних 10 лет живёт и тренируется в Норвегии. Сначала выступал за норвежский клуб спортивного ориентирования NTNUI. Позже перешёл в другой знаменый клуб Halden SK, с которым 4 раза выигрывал эстафету десяти участников Tiomila и один раз финскую эстафету Юкола (фин. Jukola).
Женат на немке (нем. Anja Mattick) — бывшей ориентировщице из сборной Германии, которая, однако, не добилась больших успехов на международной арене. Двое детей — Лиам (англ. Liam) и Минна (англ. Minna).
В сезонах 2005—2006 годов выиграл все спринтерские дистанции на чемпионатах Европы и мира.
На чемпионате мира в Чехии в 2008 году в спринте мог претендовать на призовое место, но забыл отметиться на последнем телевизионном КП, в результате чего был дисквалифицирован.
Завершил свою карьеру после чемпионата мира 2010 в Тронхейме. Является одним из тренеров национальной команды Швеции.